# Закон против опасных рецидивистов
«Закон против опасных рецидивистов и о мерах уголовно-правового характера» (нем. Gesetz gegen gefährliche Gewohnheitsverbrecher und über Maßregeln der Sicherung und Besserung) — закон нацистской Германии от 24 ноября 1933 года, представляющий собой значительные дополнения и изменения в Уголовный кодекс Германской империи и вступивший в силу с 1 января 1934 года.

## Содержание закона
Новый закон вводил в уголовный кодекс новый § 20a, согласно которому лицо, неоднократно задерживаемое в связи с повторным совершением преступления, классифицировалось как «опасный рецидивист». В отношении таких лиц закон предусматривал усиление уголовного наказания и назначение для них принудительных дополнительных мер уголовно-правового характера в виде предупредительного ограничения свободы уже после отбывания основного наказания в местах лишения свободы. Длительность такого ограничения свободы законом не устанавливалась и могла длиться до тех пор, пока имелись основания для необходимости такой меры в целях защиты общественного спокойствия. Решение о продлении меры принималось судом каждые три года.
Среди прочего, закон вводил в уголовный кодекс новый § 42k, который позволял проводить кастрацию преступников, совершивших тяжёлые сексуальные преступления. Этот параграф мог применяться лишь в совокупности с некоторыми конкретными параграфами уголовного кодекса, в частности, такими как изнасилование, сексуальные контакты с лицами младше 14 лет, принуждение к развратным действиям, развратные действия в публичных местах.

## Дальнейшая судьба закона
После окончания Второй мировой войны закон не был отменён, и изменения и дополнения к уголовному кодексу, произведённые через этот закон, продолжали действовать. Указом от 4 августа 1953 года многие положения закона были уже официально переняты в уголовный кодекс ФРГ. Таким образом, «закон против опасных рецидивистов» заложил основу системы принудительных дополнительных мер уголовно-правового характера в виде предупредительного ограничения свободы, которая продолжает действовать и в современной Германии.